# VBZ Be 6/8
VBZ Be 6/8は、VBZ（チューリッヒ市交通局）が運営するチューリッヒ市電の超低床路面電車車両。製造を手掛けるボンバルディア・トランスポーテーションからはフレキシティ・チューリッヒ（Flexity Zürich）と言うブランド名が与えられており、2020年から営業運転を開始した。

## 概要

### 導入への経緯
1976年に製造が始まり、老朽化が進んでいたBe 4/6形（"Tram 2000"）を置き換えるため、VBZは2009年からBe 5/6形（"コブラ"）に続く新型超低床電車の導入に関する検討を始めた。シュタッドラー・レール（タンゴ）、シーメンス（コンビーノ）、ボンバルディア（フレキシティ）の路面電車車両によるデモンストレーション走行が実施されたが、この時点では経済危機の影響で新型車両の入札は実施されず、ボンバルディアが手掛ける超低床電車ブランドであるフレキシティ2を基にチューリッヒ向けに設計する"フレキシティ・チューリッヒ"に決定したのは2014年であった。ただしその後も従来の車両よりも長い車体長を始めとする設計に関する議論が続き、最終的にボンバルディアに対して70両の追加発注可能分を含めた70両の導入契約が交わされたのは2016年となった。

### 構造
先代の超低床電車である"コブラ"から定員数は20％増加し、それに伴い編成も7車体連接式、編成長も42,860 mmに拡大している。乗降扉の面積も広くなり、車内の車椅子スペースと合わせてバリアフリーへより対応した設計になっている。照明はエネルギー効率の高いLEDが用いられており、乗降扉にも安全対策のためにLEDが配置され、扉が完全に閉じると発光するようになっている。また、ボンバルディアが開発した障害物検知システム（Obstacle Detection Assistance System、ODAS）も搭載し、非常時に緊急ブレーキを稼働させ、運転士に警告信号を送信するなどの機能を有する。

## 運行
2018年にモックアップが公開され、翌2019年11月に最初の車両がチューリッヒに到着した。当初の計画では2020年5月に営業運転を開始し、同年夏までに10両、2024年までに発注分の70両全車が導入される事になっていたが、新型コロナウイルス感染症（COVID-19）の影響で製造に遅れが生じており、営業運転が始まる予定だった5月時点でチューリッヒ市電に到着したのは2両のみとなっていたが、その後2020年10月15日から営業運転を開始した。ただし、従来の車両と比べ車体長が長く一部のプラットホームが対応していない事から、営業開始後も当面運行可能な系統に制限が設けられる見込みである。